# Bedretto
Bedretto (v místním dialektu Büdree) je obec ve švýcarském kantonu Ticino, okresu Leventina. Nachází se v nejsevernější části kantonu Ticino, na severním konci údolí Valle Leventina, zvaném Val Bedretto. Žije zde přibližně 100 obyvatel.

## Geografie
Bedretto leží západně od obce Airolo v údolí Val Bedretto. Politická obec Bedretto zahrnuje místní části (osady) Ossasco, Villa (dříve Romig nebo Romegg), Bedretto, Ronco a All'Acqua. Obecní úřad se nachází v části Villa. Osada All'Acqua není v zimních měsících obydlená. V minulosti byly osídleny také vesnice Orello a Nostengo nad centrem Bedretta.
Obec Bedretto sousedí s obcemi Realp v kantonu Uri a s obcí Obergoms (do roku 2009 Ulrichen a Oberwald) ve Valais v německy mluvícím Švýcarsku, dále s obcemi Airolo, Cevio a Lavizzara v kantonu Ticino a Formazza v italském regionu Piemont, kam se lze dostat přes průsmyk Passo San Giacomo. V době ledové tekl ledovec Gries z Valais přes průsmyk Corno (2485 m n. m.) do zadního údolí Bedretto (Val Corno). Voda z nádrže Gries (2386 m n. m.) je do jezera Lago Maggiore (193 m n. m.) přiváděna tlakovým potrubím patřícím k systému elektrárny Maggia přes údolí Bedretto.
V roce 1918 povolil kanton Ticino těžbu stavebního vápence na Alp Manió. Během první světové války a po ní používal tento vápenec také švýcarský průmysl, který s ním dříve kvůli nedostatečné čistotě téměř nepočítal. Na vrcholu Cavanna Alp (2020 m n. m.) se nacházel lom na mýdlový kámen. Údolní serpentin (antigorit) je nazelenalý. Žula Rotondo je horolezcům známá, protože je díky své nadmořské výšce a jižní expozici bez lišejníků.

## Historie

Údolí Bedretto (1931)

Předřímské hroby (ve Ville) a nálezy římských mincí (v Bedrettu) ukazují na rané osídlení. Bedretto je poprvé zmíněno v dokumentu z roku 1210 jako Bedoledo a v roce 1457 jako Bedreudo. Když byly v roce 1227 rozděleny Alpy v údolí Leventina, objevuje se Bedretto jako sousední a samostatná farnost. Údolí se od Airola oddělilo pravděpodobně před rokem 1277. V roce 1567 měla 38 domácností (krbů). V roce 1594 byl farní kostel Martiri Maccabei ve vile obnoven po lavině.
Z hospice v All'Acqua vedly dvě důležité cesty pro mezky přes průsmyk Nufenen do horního Valais a přes průsmyk San Giacomo, kde stál hospic San Nicolao ve Val d'Olgia, zmiňovaný v roce 1405, do italského údolí Formazza. Ve strmém údolí Bedretto jsou v zimě časté laviny a spojení mezi vesnicemi a Airolem je často přerušeno. Obec často trpěla lavinami, mimo jiné 16. a 17. ledna 1594, kdy byl zničen farní kostel a několik domů, 6. a 7. února 1749 (zničení Ossasca), 11. ledna 1863 (smrt 29 lidí); v lavinové zimě 1951 muselo být celé údolí evakuováno. Situaci zlepšily mohutné lavinové zábrany. Od roku 1924 vede silnice z Airola do Bedretta, od roku 1932 do Ronca a od roku 1964 přes průsmyk Nufenen.
Údolí je i dnes spíše izolované a bez trvalého spojení s kantonem Valais, protože projekt železnice ve spojení s tunelem Furka ztroskotal. Skromné zdroje příjmů v údolí (chov dobytka, mlékárenství, pěstování brambor a žita) nestačily k obživě obyvatel. Byli proto nuceni hledat si sezónní práci v zahraničí (zejména v Itálii a Francii) jako číšníci nebo domácí sluhové, případně emigrovat úplně. Protože po skončení druhé světové války ustalo sezónní stěhování, údolí se vylidňovalo ještě rychleji. Úbytek obyvatel s trvalým pobytem je v letních měsících nahrazován návratem místních obyvatel a přílivem turistů a rekreantů.
Když byl v roce 1977 vybudován úpatní tunel Furka, byla ze středu tunelu do Ronca vytvořena štola, takzvané „okno Bedretto“, protože se původně plánovalo druhé tunelové spojení mezi Oberwaldem a Roncou. Štola byla po dokončení tunelu v roce 1982 uzavřena.
V minulosti měla každá vesnice vlastní základní školu. V roce 1960 byla v Bedrettu otevřena obecná škola a dnes se několik žáků učí v Airolu.

## Obyvatelstvo
| Rok            | 1745 | 1798 | 1850 | 1900 | 1930 | 1950 | 1995 | 2000 | 2004 | 2008 | 2010 | 2015 | 2021 |
| Počet obyvatel | 293  | 594  | 388  | 257  | 275  | 213  | 72   | 75   | 70   | 74   | 64   | 108  | 106  |

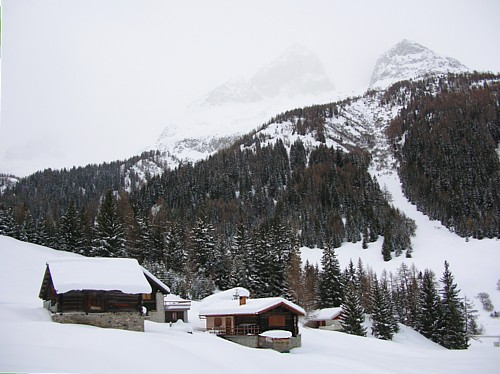
Bedretto v zimě

Údolí Bedretto je jednou z italsky mluvících oblastí Švýcarska. V současnosti má obec Bedretto jen okolo stovky stálých obyvatel, většinou důchodců. Protože údolí nabízí jen málo pracovních příležitostí a v zimních měsících je často zcela odříznuto od okolního světa, většina mladých lidí údolí opouští. Podle sčítání lidu provedeného Spolkovým statistickým úřadem v roce 2000 bylo Bedretto „nejstarší“ obcí ve Švýcarsku, protože má nejvyšší podíl obyvatel starších 65 let. Od přelomu tisíciletí se však počet obyvatel stabilizoval.
Obyvatelé obce Bedretto se v Leventině nazývají Parüsch.